# Schonlo
Schonlo war ein mittelalterliches Dorf im brandenburgischen Havelland, das bereits früh wüst gefallen ist. Das Dorf lag vermutlich in der Umgebung von Damme, Kieck und Gräningen in der Gemeinde Nennhausen. Eine genaue Lokalisation ist heute nicht mehr möglich, da das Dorf vermutlich bereits früh wüst gefallen ist und die spärlichen Belege nur eine ungefähre Lokalisation erlauben. Der Historiker Winfried Schich hielt auch eine Verortung in die Nähe von Linde bei Barnewitz für möglich, da dort noch auf einer Karte von 1811 ein Lindescher Schonort verzeichnet ist.

## Geschichte
Die Ersterwähnung erfolgte in einer Urkunde aus dem Jahr 1179, in dem Kaiser und Markgraf dem Domkapitel zu Brandenburg den Besitz des Dorfes Schonlo sowie weiterer Dörfer des Güterkomplexes im Westhavelland bestätigen: So heißt es auf Latein „villas etiam Garsliz, Muceltiz, Bultiz, Bukowe, Gorne, Kyk, Dambe, Schonlo cum decimis et omnibus appenditiis“ (zu deutsch etwa […] auch die Orte Garsliz, Muceltiz, Bultiz, Bukowe, Gorne, Kyk, Dambe, Schonlo mit dem Zehnten und allem Zubehör). Im gleichen Jahr erfolgte eine Erwähnung in der Schreibweise Sconlo („Sconlo in qua sunt triginta mansi“, frei übersetzt: Sconlo, mit dreißig Einwohnern).
Weitere Erwähnungen folgten 1188 als Sconelo sowie 1209 und 1216 erneut als Sconlo. Im Jahr 1234 wurde der Ort letztmals erwähnt. Vermutlich fiel er kurz darauf wüst.

## Belege
1. 1 2 3  Günter Mangelsdorf: Die Ortswüstungen des Havellandes: Ein Beitrag zur historisch-archäologischen Wüstungskunde der Mark Brandenburg. Berlin, De Gruyter, 1994, ISBN 978-3-11-177701-6, S. 121f.